# نزف دوريت
نزف دوريت هي مناطق خطية صغيرة من النزف في الدماغ المتوسط والجزء العلوي من جذع الدماغ. وهي ناتجة عن إزاحة جذع الدماغ إلى الأسفل. 

## الأسباب
تم تسمية نزف دوريت على اسم هنري دوريت ،  الذي اكتشف اصابات في جذع الدماغ في الكلاب التي تعاني من زيادة الضغط داخل الجمجمة.  وهي مناطق خطية صغيرة من النزف في الدماغ المتوسط والأجزاء العلوية من جذع الدماغ . 
وهي ناتجة عن إزاحة مؤلمة لجذع الدماغ لأسفل مع فتق التلفيف المجاور للحصين من خلال الشق الخيمي .  أو ورم دموي حاد ، وذمة عقب صدمة أو خراج أو ورم . 

## طريقة تطور المرض
نزف دوريت هو نزف ثانوي لارتفاع الضغط داخل الجمجمة مع تكوين مخروط ضغط عبر الجزء الأمامي من ساقي الدماغ ، الغشاء الدماغي . قد يشمل الضغط المتزايد فوق الخيمة أيضًا هياكل أخرى للدماغ المتوسط. 
الآلية الفيزيولوجية المرضية غير مؤكدة  ولكن من المحتمل أن تكون ناتجة عن إزاحة جذع الدماغ وتمدد وتمزيق الفروع المثقبة للشريان القاعدي إلى الجسور ؛ قد يلعب الاحتشاء الوريدي دورًا أيضاً. 

## طريقة التشخيص
يمكن إثبات نزف دوريت من خلال تقنيات التصوير الطبي بالتصوير المقطعي المحوسب أو التصوير بالرنين المغناطيسي على الرغم من صعوبة ذلك. 

## توقعات سير المرض
عادة ما يشير نزف دوريت إلى نتائح قاتلة.  ومع ذلك ، تم الإبلاغ عن بعض المرضي على قيد الحياة.  

## المجتمع والثقافة
توفي جورج غيرشوين بعد الجراحة الطارئة لورم كبير في المخ يعتقد أنه ورم أرومي دبقي. تم تفسير حقيقة أنه قد انهار فجأة ودخل في غيبوبة عندما وقف في آخر يوم من حياته ، على أنها فتق في المخ ونزف ديوريت. 

## روابط خارجية
- صور نزف دوريت من MedPix